# 한림정역
한림정역(Hannimjeong station, 翰林亭驛)은 대한민국 경상남도 김해시 한림면에 있는 경전선의 철도역이다.
여객 열차보다는 화물, 특히 현대시멘트와 성신양회의 양회사일로가 설치되어 있어 양회화물의 수요가 많은 역으로 2008년을 기준으로하여 하행으로 도착한 화물의 양은 202,800톤을 기록하였으며, 이는 240,183톤의 효천역에 이어 경전선에서 두 번째로 많다.
경전선 복선전철화로 역사가 다른곳에 3층 높이로 새로 지어졌다.

## 역사
- 1918년 11월 16일 : 간이역으로 영업 개시
- 1923년 7월 1일 : 보통역으로 승격
- 1960년 5월 1일 : 역사 신축 준공
- 1988년 2월 10일 : 현대시멘트 양회사일로 준공
- 1991년 6월 20일 : 성신양회 양회사일로 준공
- 1991년 9월 1일 : 소화물 취급 중지[2]
- 2010년 : 승강장 이전
- 2010년 8월 5일 : 삼랑진방향 100M 떨어진 곳으로 신역사 이전
- 2010년 12월 15일 : 경전선 복선 전철화 개통
- 2022년 1월~2월 사이 : 무인역으로 격하

## 역 구조
승강장은 2면 2선의 쌍섬식 승강장을 갖추고 있다.

### 승강장
| ↑삼랑진(경전선)/↑밀양(경부선) |
| ４５ \| ６７ \|               |
| 진영↓                         |

| 4 | 경전선 | 무궁화호 | 사용하지 않음                           |
| 5 | 경전선 | 무궁화호 | 삼랑진 · 부전 · 밀양 · 대구 · 서울 방면 |
| 6 | 경전선 | 무궁화호 | 마산 · 진주 · 순천 · 목포 방면          |
| 7 | 경전선 | 무궁화호 | 사용하지 않음                           |

## 사진

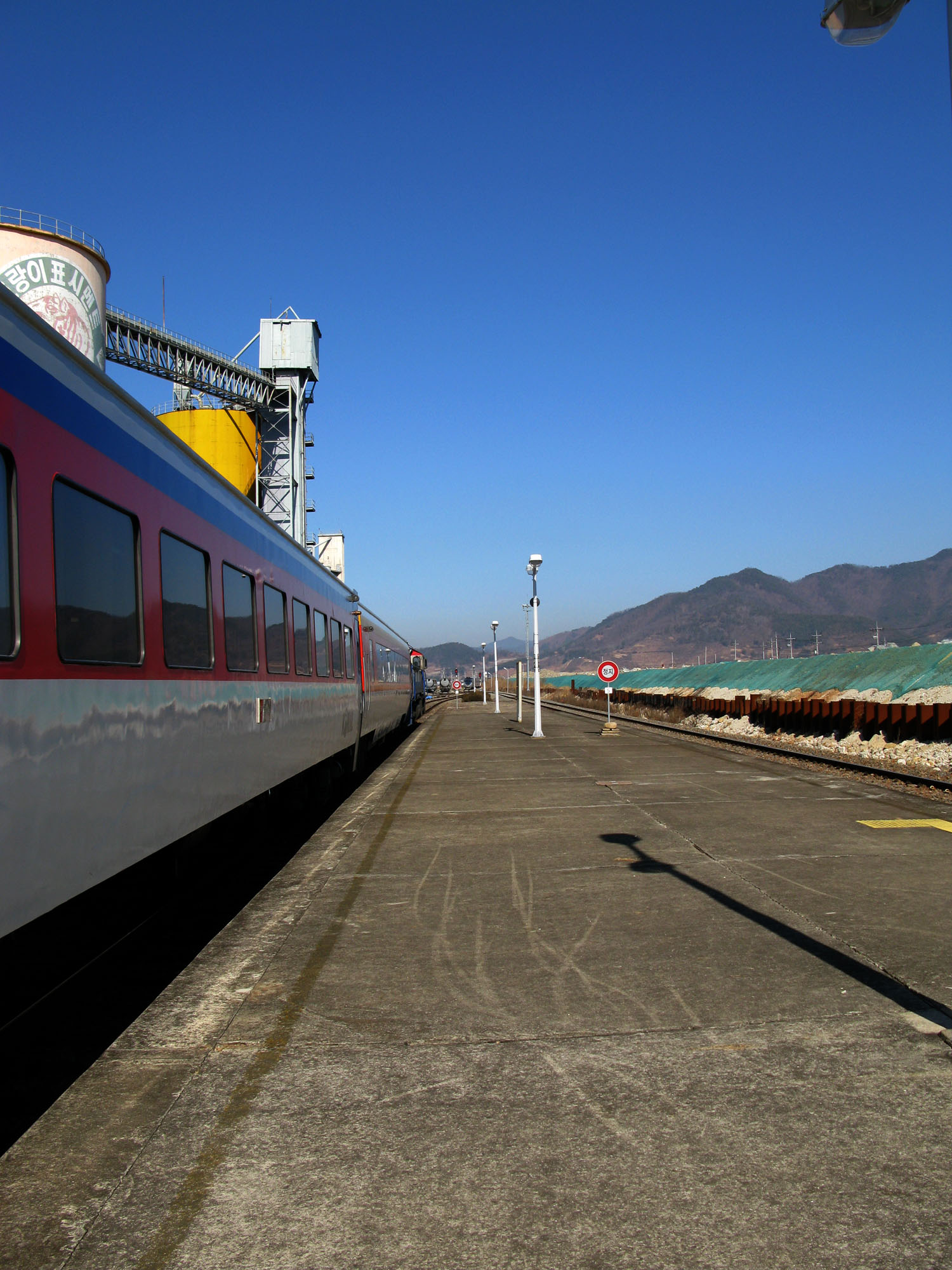
복선전철화 이전의 승강장 (삼랑진 방향)
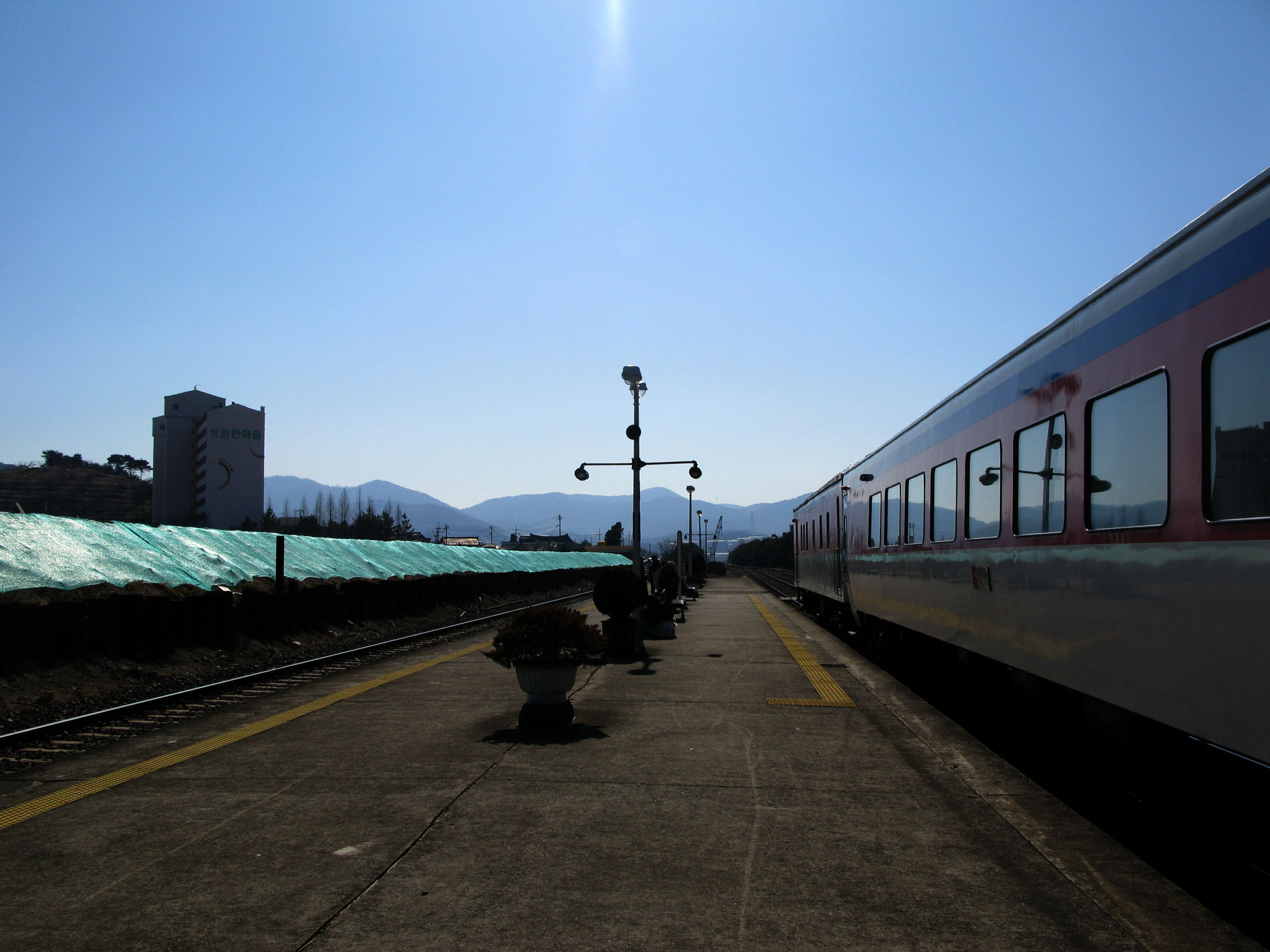
복선전철화 이전의 승강장 (광주송정 방향)
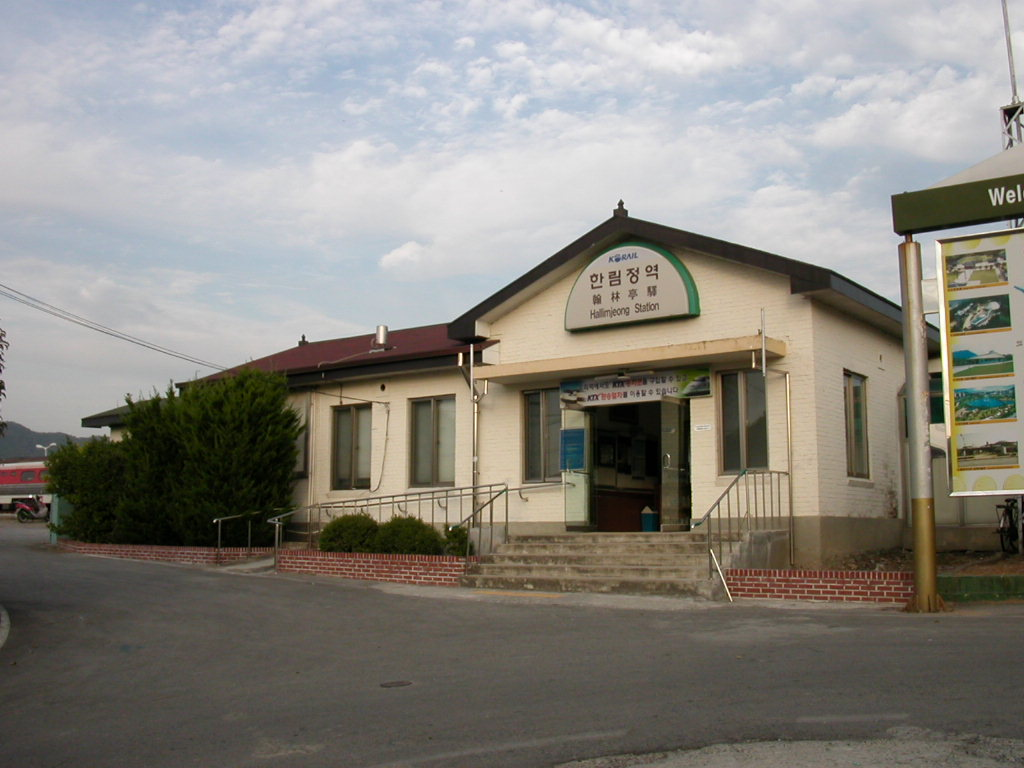
구 역사

## 인접한 역
| 경전본선                     | 경전본선             | 경전본선                 |
| ---------------------------- | -------------------- | ------------------------ |
| 삼랑진 부전 방면 포항 방면   | 무궁화 경전선 동해선 | 진영 목포 방면 순천 방면 |
| 경부본선 · 미전선 · 경전본선 |                      |                          |
| 밀양 동대구 방면             | 무궁화 경전선        | 진영 진주 방면           |